# 铁楼藏族乡
铁楼藏族乡是中华人民共和国甘肃省陇南市文县下辖的一个民族乡。

## 行政区划
铁楼藏族乡下辖以下村级行政区划单位：
李子坝村、景家坝村、肖家山村、演武坪村、新寨村、下墩上村、麦贡山村、旧寨村、入贡山村、小沟桥村、强曲村、石门沟村、铁楼村、枕头坝村、草河坝村和寨科桥村。

## 中国传统村落
2013年8月，入贡山村、草河坝村和案板地被评为第二批中国传统村落。